# Aeroportul Internațional Harry Mwanga Nkumbula
Aeroportul Internațional Harry Mwanga Nkumbula (IATA: LVI, ICAO: FLHN) este un aeroport din Provincia de Sud, Zambia ce deservește zona Livingstone.
Situat la o altitudine de 991 m, aeroportul dispune de 1 pistă.

## Infrastructură

### Piste
Aeroportul dispune de o singură pistă. Pista 10/28 are suprafața de asfalt și dimensiunile 2.293 m × 45 m. 